# ميكي كولتون
ميكي كولتون هي طيارة وضابطة كندية، ولدت في 1958.